# Jerzy Bereś
Jerzy Bereś (ur. 14 września 1930 w Nowym Sączu, zm. 25 grudnia 2012 w Krakowie) – polski rzeźbiarz, autor akcji i performer.

## Twórczość
W swojej twórczości posługiwał się manifestacjami artystycznymi. Jego prace i przedsięwzięcia, mają często charakter wypowiedzi polityczno-etycznej, głosił postulat wartości „aktu twórczego” nad przedmiotem. Jerzy Bereś wykształcił swój własny i niepowtarzalny styl, jednak jego praktyki były pokrewne: happeningowi i performance, chociaż osobiście nigdy nie przyznawał się do jakiegokolwiek pokrewieństwa z tymi kierunkami w sztuce, nazywając swoje działania manifestacjami (akcjami, „mszami”). Sztuka Beresia jest sztuką symbolu, metafory i metafizycznych skojarzeń. Wykonał też działania o charakterze dysput ze znanymi twórcami z historii sztuki XX wieku np. z Witkacym, Kantorem czy Duchampem.

## Działalność artystyczna
W 1956 ukończył rzeźbę w krakowskiej ASP u Xawerego Dunikowskiego.
Pierwszą indywidualną wystawę miał w 1958 w krakowskim Domu Plastyków, zaprezentował tam rzeźby: Kołysanka, Do słońca, Matka, Ewa, Niepokój, Idylla wykonane z gipsu i żelazobetonu. Doświadczenie tej wystawy wpłynęło na decyzję Beresia, by przerwać dotychczasową pracę i wraz z nią tradycję wyniesioną z ASP w Krakowie. Zrealizował tuż przed rokiem 1960 pierwsze rzeźby z drewna: Rzepicha i Bart. Były to jednak realizacje zbyt dokładne, co doprowadziło artystę do decyzji o jeszcze większym uproszczeniu swojej pracy. Od tego czasu jego rzeźby w drewnie są coraz prostsze i coraz wyraźniej pozostają w charakterze zbliżone do natury używanego materiału. W 1960 r. powstały jego pierwsze rzeźby z cyklu Zwidy, a w 1967 z cyklu Wyrocznia, wykonane z naturalnych surowców: polnych kamieni, konopnych sznurów, strzępów workowego płótna, skórzanych rzemieni (charakterystycznych materiałów dla jego twórczości).
W 1968 Bereś zaprezentował w Galerii Foksal w Warszawie pierwszą manifestację artystyczną Przepowiednia I. Otwiera ona cały cykl wystąpień, będących komentarzem do polityki, religii, sztuki i filozofii, w których artysta często posługuje się własnym ciałem i obiektem. Następnie realizował akcje nazywane przez artystę „mszami”, w których poruszał on najważniejsze polskie problemy, m.in.: Msza Romantyczna, Msza Polityczna, Msza polska. Uczestnik Sympozjum Plastycznego Wrocław ’70.
W 1997 został odznaczony Krzyżem Oficerskim Orderu Odrodzenia Polski (1997). W 2011 został odznaczony Złotym Medalem „Zasłużony Kulturze Gloria Artis”.
Żonaty z Marią Pinińską-Bereś – rzeźbiarką i performerką. Doczekali się córki Bettiny – również artystki.
Pochowany na cmentarzu Batowickim w Krakowie (kw. XI-3-19).

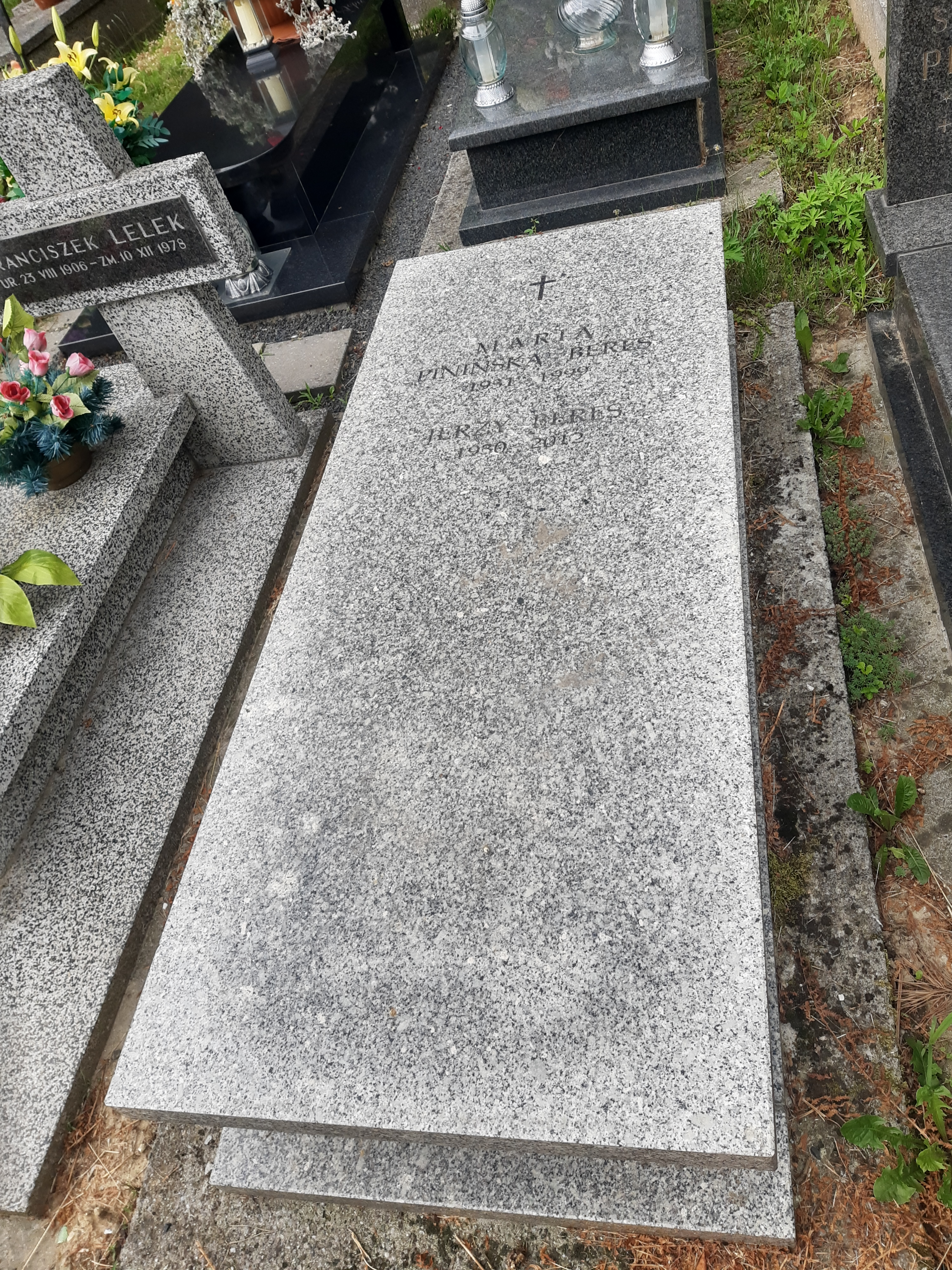
Grób Jerzego Beresia na Cmentarzu Prądnik Czerwony

## Wybrane akcje
- 1968 - Przepowiednia, Galeria Foksal, Warszawa
- 1968 - Przepowiednia II, Galeria Krzysztofory, Kraków
- 1968 - Chleb malowany czarno, Galeria Krzysztofory, Kraków
- 1972 - Chleb malowany kolorowo, Biuro Poezji Andrzeja Partuma, Warszawa
- 1972 - Transfiguracja I, Ośrodek Sztuki, Södertälje
- 1973 - Transfiguracja II, Galeria Desa, Kraków
- 1973 - Transfiguracja III pt. Ołtarz autorski, BWA, Lublin
- 1973 - bez tytułu, Galeria Współczesna, Warszawa
- 1973 - Licytacja, Galeria Pi, Kraków
- 1974 - Drewniana droga, Gruga Park, Essen
- 1974 - Ołtarz piękny, ołtarz czysty, BWA, Wrocław
- 1974 - Ołtarz twarzy, Galeria Studio, Warszawa
- 1975 - Msza refleksyjna, Zakłady Metalowe im. Szadkowskiego, Kraków
- 1975 - Ołtarz erotyczny, Kawiarnia Klubu Plastyków, Kraków
- 1975 - Ołtarz rozweselający, Galeria Sztuki MDK Labirynt, Lublin
- 1975 - Runda honorowa, Runek Starego Miasta, Zamość
- 1976 - Ognisko sztuki, BWA, Koszalin
- 1976 - Ołtarz rzeźbiarski, BWA, Kraków
- 1976 - Rytuał szczerości, Galeria Na Piętrze, Łódź
- 1976 - Rytuał egzystencjalny, Dom Kultury, Lublin
- 1976 - Ołtarz czasu, Zamek w Świdwinie
- 1976 - Rytuał filozoficzny, klub studencki, Toruń
- 1977 - Rytuał kultury, Klub Studencki Riwiera Remont, Warszawa
- 1977 - Dzieło życia, Galeria Teatru STU, Kraków
- 1977 - Msza artystyczna, Klub Pod Jaszczurami, Kraków
- 1978 - Pomnik artysty, droga z Warcina do Kępic
- 1978 - Kamień filozoficzny, Galeria Labirynt, Lublin
- 1978 - Msza artystyczna, Galeria Zachęta, Warszawa
- 1978 - Msza romantyczna, Galeria Krzysztofory, Kraków
- 1979 - Msza filozoficzna, Galeria Art-Forum, Łódź
- 1979 - Msza autorska, Galeria Sztuki Najnowszej przy „ACK Pałacyk”, Wrocław
- 1979 - Msza awangardowa, Ogólnopolski Plener Młodych Artystów i Teoretyków, Świeszyno
- 1979 - Work and Word, Kapel Haus van Bewaring, Amsterdam
- 1979 - Mystery, Midland Group Gallery w Nottingham, Academy Gallery w Liverpool, Cotes Watermill w Loughborough, Fine Art Dept. University of Technology w Wolverhampton, Chapter Arts Centre w Cardiff, Oval House Kennington w Londynie
- 1979 - Opus, College of Higer Education w Hull, Galeria Third Eye Center, Glasgow
- 1980 - Dialog z Ignacym Witkiewiczem, Galeria ZPAP „Pryzmat”, Kraków
- 1980 - Msza polityczna, Ogólnopolski Plener Młodych Artystów i Teoretyków, Świeszyno
- 1981 - Czyste dzieło, Galeria Krzysztofory, Kraków
- 1981 - Taczki wolności, Międzynarodowe Spotkania Artystów, Naukowców i Teoretyków Sztuki, Osieki
- 1981 - Dialog z Marcel Duchamp, Galeria BWA, Lublin
- 1981 - Manifestacja romantyczna, Rynek Główny, Kraków
- 1981 - Obraz, Akademia Muzyczna, Kraków
- 1983 - Sztuka a rzeczywistość, Galeria BWA, Lublin
- 1983 - Msza refleksyjna II, Galeria Krzysztofory, Kraków
- 1984 - Msza polska, Galeria Nad Fosą, Wrocław
- 1984 - Wykład: Spór o wartości najwyższe. I część, Galeria BWA, Lublin
- 1985 - Pięć ognisk, Kościół pw. Miłosierdzia Bożego, Warszawa
- 1986 - Wykład: Spór o wartości najwyższe. II część, Galeria BWA, Lublin
- 1986 - Obraz Polski, Galeria Dziekanka, Warszawa
- 1988 - Przepowiednia II, Galeria Krzysztofory, Kraków
- 1988 - II dialog z Marcel Duchamp, Modern Art Oxford, Oksford
- 1988 - Obraz z Polski, Slaughterhouse Gallery, Londyn
- 1989 - II prezentacja żywego pomnika. Przepowiednia II, Galeria Uniwersytecka, Cieszyn
- 1989 - Wstyd, CRP, Orońsko
- 1990 - bez tytułu, Galeria BWA, Zielona Góra
- 1990 - III dysputa z Marcelem Duchamp, CSW Zamek Ujazdowski, Warszawa
- 1991 - Dysputa z Ignacym Witkiewiczem, BWA, Koszalin
- 1991 - IV dysputa z Marcel Duchamp, Museum Bochum – Kunstsammlung, Bochum
- 1991 - Dialog z Tadeuszem Kantorem, Galeria Krzysztofory, Kraków
- 1991 - Antyperformance, Ośrodek Działań Plastycznych, Warszawa
- 1993 - Erotyk polski, Muzeum Narodowe, Warszawa
- 1993 - Prezentacja żywego pomnika. Przepowiednia II, BWA, Wrocław
- 1994 - Wyzwanie, Galeria Zachęta, Warszawa
- 1994 - Wyzwanie II, Galeria BWA, Lublin
- 1995 - Monument Vivant, Galeria Le Lieu, Quebec
- 1995 - Ostatni spór z Marcel Duchamp, Galeria Langage Plus, Alma
- 1997 - Wyzwanie IV Pojedynek z Utopią, Galeria Manhattan, Łódź
- 1999 - Krzyk, Muzeum Sandomierskie, Zamek, Sandomierz
- 2012 - Toast II, Konteksty. II Festiwal Sztuki Efemerycznej, Sokołowsko

## Realizacje plenerowe
- Żywy Pomnik ARENA we Wrocławiu

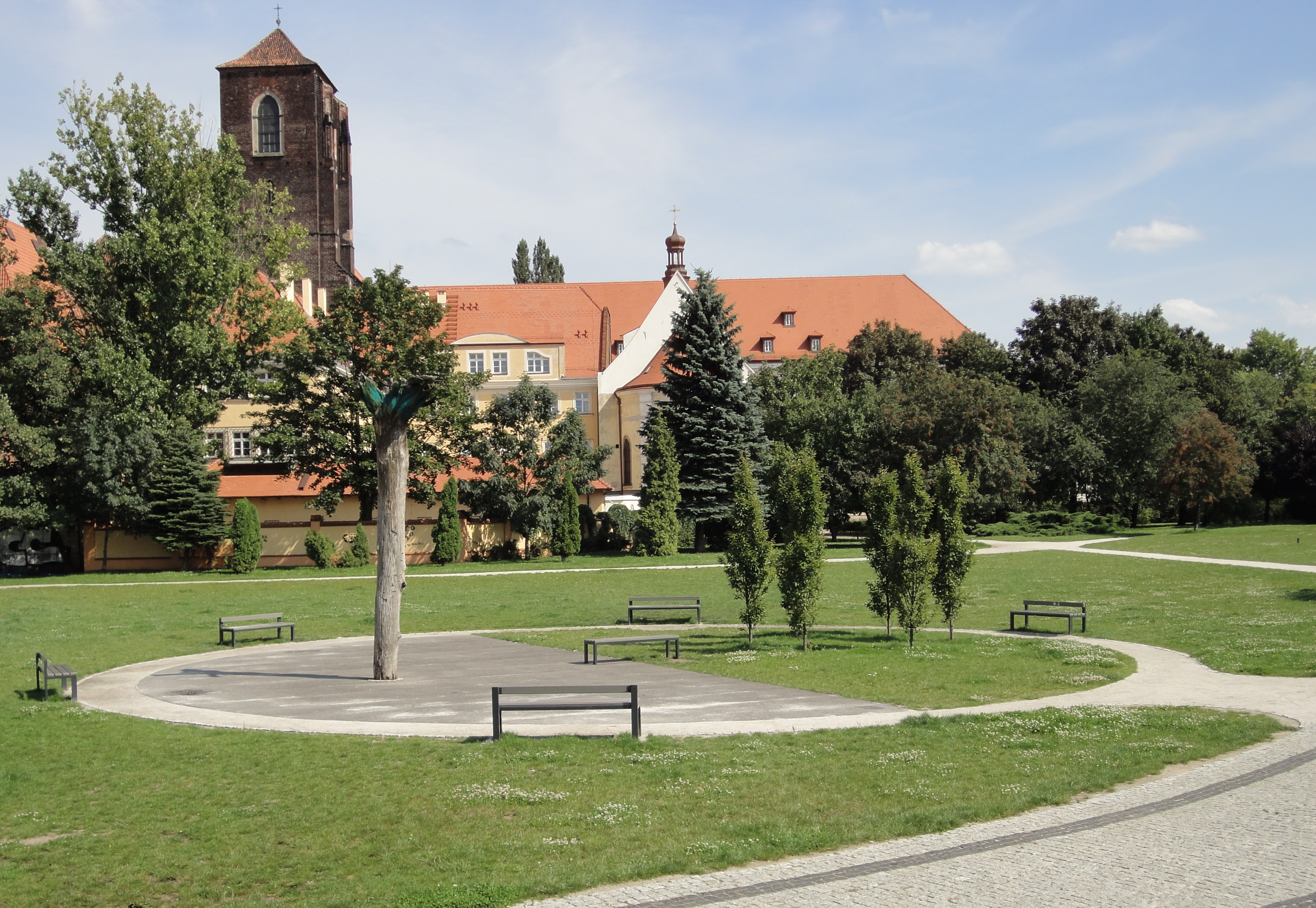
Żywy Pomnik „Arena” we Wrocławiu

- pomnik Władysława Jagiełły w Nidzicy
- ołtarz Św. Rodziny w kościele Matki Boskiej Fatimskiej w Tarnowie
- rzeźba Rondo 1 przed operą w Bydgoszczy